# 桃園区

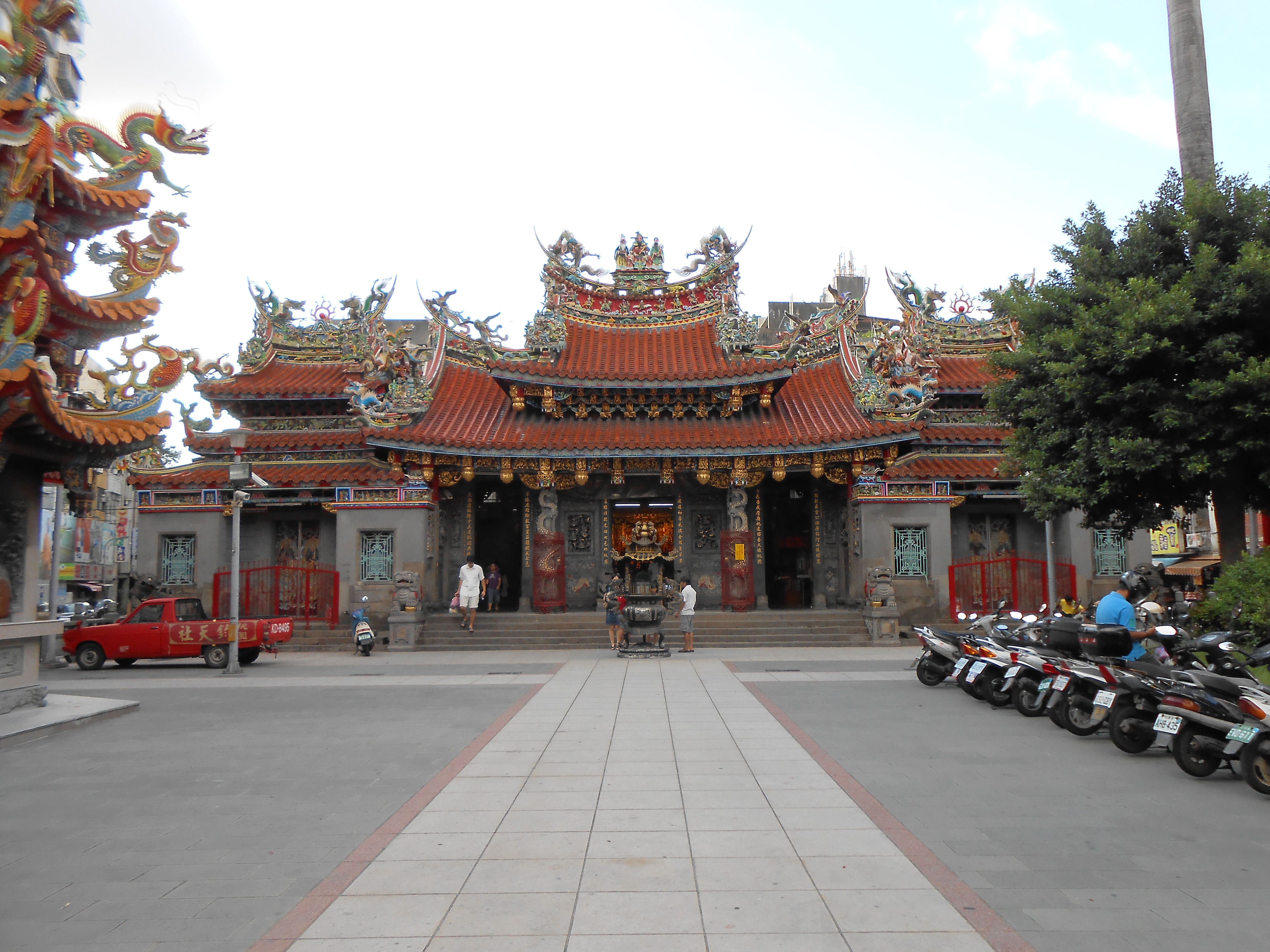
桃園景福宮

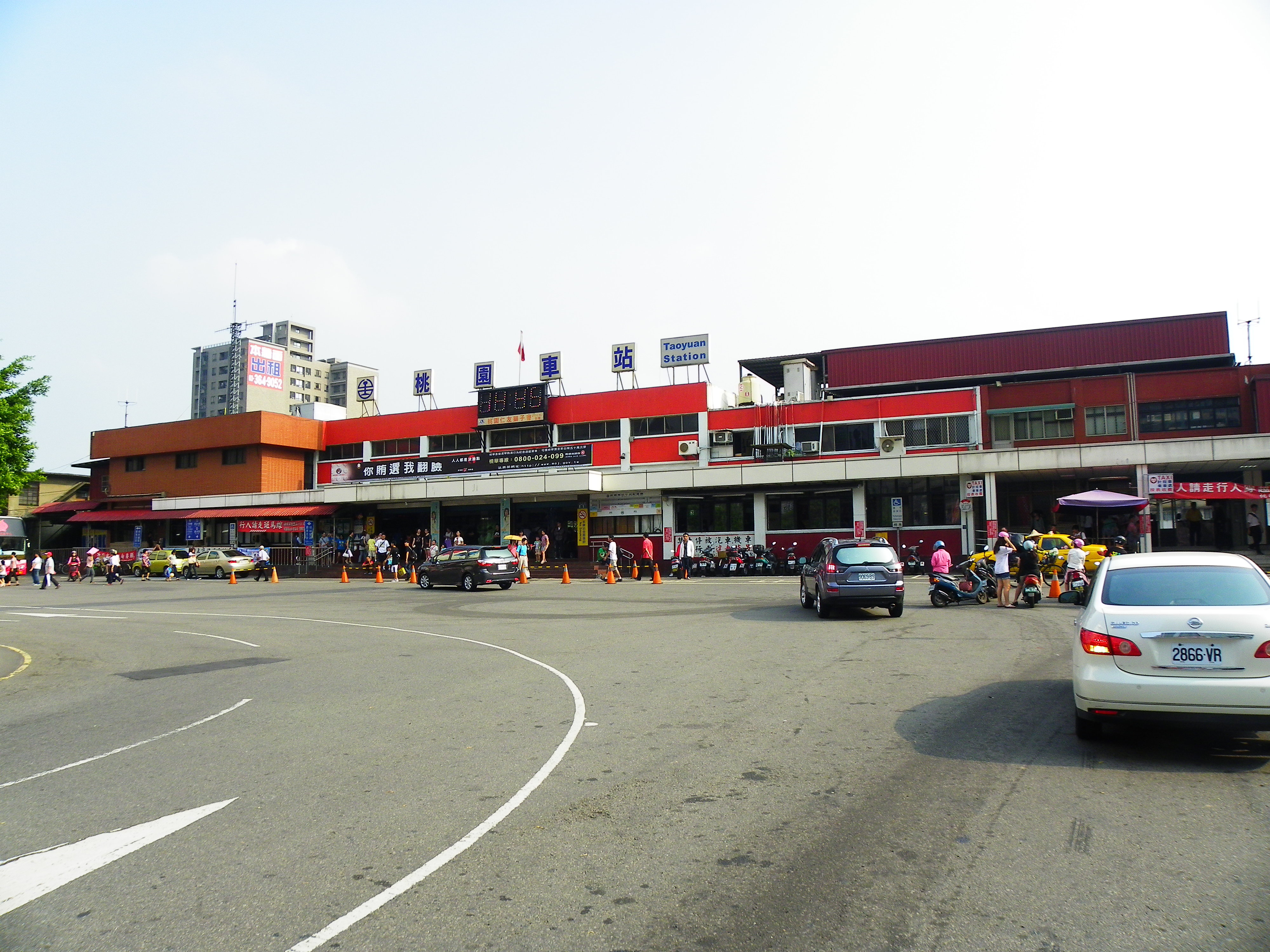
桃園駅

桃園区（タオユエン/とうえん-く）は、台湾桃園市の市轄区。桃園市政府所在地である。中壢区と並び、桃園中壢都市圏の中核都市である。

## 概要
かつては桃園県桃園市（県轄市）だったが、2014年12月25日、桃園県が直轄市の桃園市に昇格した ため、桃園県桃園市から桃園市桃園区に改名した。

## 地理

### 行政区画
| 地区   | 里 |
| ------ | --- |
| 市中   | 武陵里、民生里、文化里、文昌里、文明里、南華里、南門里、西門里、西湖里、長美里、永興里、中興里、光興里、中和里、北門里                                                 |
| 埔子   | 東埔里、信光里、永安里、中寧里、同徳里、明徳里、中埔里、南埔里、宝慶里、宝安里、北埔里、瑞慶里、西埔里、慈文里、新埔里、経国里、同安里、荘敬里、自強里、長安里、長徳里 |
| 中路   | 中路里、中信里、中山里、中平里、中原里、中泰里、中聖里、中徳里、中正里、文中里、中成里、玉山里、泰山里、龍岡里、龍安里、龍鳳里、龍祥里、龍寿里、龍山里                 |
| 大樹林 | 大林里、大樹里、雲林里、大豊里、福林里、福安里、豊林里、建国里 |
| 会稽   | 朝陽里、青渓里、成功里、三民里、忠義里、福元里、三元里、大興里、会稽里、檜楽里、大業里、大有里、宝山里、宝民里、春日里、汴洲里、東門里、東山里、万寿里                 |

### 隣接する自治体
桃園市
中壢区、八徳区、蘆竹区、亀山区
新北市
鶯歌区

## 歴史
明末の鄭成功時期 、台湾北部は原住民であるケタガラン族の居住地であり、桃園地区は南崁渓を境界として南崁社と亀崙社に分かれていた。清代の1723年になると、台湾北部に淡水庁が設置され漢人による開発が着手された。桃園地区に最初に進出した漢人の記録としては福建漳州の藍勇の記録が残っている。1727年、荊棘が群生したために漢人集落を虎茅荘と称するようになった。大規模な入植は1737年に客家の薛啓隆による。開発地域は亀山から桃園を経て八徳に至る広大なものであり、公館は桃園に設置され、周辺には草店と称される簡易商店が軒を連ねた。開発から10年が経過すると、この地には豊かな田地が広がり、春には桃が咲き乱れたことから、1747年に桃仔園と改称された。地名で用いられている「仔」とは、漳州からの移民が多いことを示す文字である。
日本統治時代に桃園に改称されて現在に至っている。

## 政治

### 行政

#### 区長
歴代首長
| 行政名称 | 種別 | 代     | 氏名   | 着任日     | 退任日     |
| -------- | ---- | ------ | ------ | ---------- | ---------- |
| 桃園鎮   | 官派 | 初代   | 陳瑞鳳 | 1946.3     | 1948       |
| 桃園鎮   | 官派 | 第2代  | 張振明 | 1948       | 1951       |
| 桃園鎮   | 民選 | 初代   | 簡如淡 | 1951       | 1953       |
| 桃園鎮   | 民選 | 第2代  | 張振明 | 1953       | 1956       |
| 桃園鎮   | 民選 | 第3代  | 許新枝 | 1956       | 1960       |
| 桃園鎮   | 民選 | 第4代  | 許新枝 | 1960       | 1963       |
| 桃園鎮   | 官派 | 代理   | 張新金 | 1963       | 1964       |
| 桃園鎮   | 民選 | 第5代  | 李発   | 1964.3.1   | 1971.4.21  |
| 桃園市   | 民選 | 初代   | 李発   | 1971.4.21  | 1973.4.1   |
| 桃園市   | 民選 | 第2代  | 陳福添 | 1973.4.1   | 1977.12.30 |
| 桃園市   | 民選 | 第3代  | 陳福添 | 1977.12.30 | 1982.3.1   |
| 桃園市   | 民選 | 第4代  | 陳阿仁 | 1982.3.1   | 1986.3.1   |
| 桃園市   | 民選 | 第5代  | 陳阿仁 | 1986.3.1   | 1990.3.1   |
| 桃園市   | 民選 | 第6代  | 李信宏 | 1990.3.1   | 1994.3.1   |
| 桃園市   | 民選 | 第7代  | 李信宏 | 1994.3.1   | 1998.3.1   |
| 桃園市   | 民選 | 第8代  | 陳宗義 | 1998.3.1   | 2002.3.1   |
| 桃園市   | 民選 | 第9代  | 陳宗仁 | 2002.3.1   | 2006.3.1   |
| 桃園市   | 民選 | 第10代 | 蘇家明 | 2006.3.1   | 2010.3.1   |
| 桃園市   | 民選 | 第11代 | 蘇家明 | 2010.3.1   | 2014.12.24 |
| 桃園区   | ‐    | 初代   | 張世威 | 2014.12.25 | 現職       |

## 対外関係

### 姉妹都市･提携都市

#### 国外
- ラドム（ポーランド共和国 マゾフシェ県）[3]
- アーバイン（アメリカ合衆国 カリフォルニア州）[4]
- ケニウィック（アメリカ合衆国 ワシントン州）
- ローガン（オーストラリア連邦 クイーンズランド州）
- バルビ（ラトビア共和国）

## 教育

### 高級中学
- 桃園市立武陵高級中学
- 桃園市立桃園高級中学
- 桃園市立陽明高級中学
- 国立台北科技大学附属桃園高級農工職業学校
- 私立振声高級中学

### 国民中学
| - 桃園市立建国国民中学 - 桃園市立福豊国民中学 - 桃園市立文昌国民中学 - 桃園市立会稽国民中学 | - 桃園市立青渓国民中学 - 桃園市立大有国民中学 - 桃園市立桃園国民中学 - 桃園市立中興国民中学 | - 桃園市立慈文国民中学 - 桃園市立同徳国民中学 - 桃園市立経国国民中学 |

### 国民小学
| - 桃園市立桃園国民小学 - 桃園市立大有国民小学 - 桃園市立中山国民小学 - 桃園市立文山国民小学 - 桃園市立永順国民小学 - 桃園市立同徳国民小学 - 桃園市立成功国民小学 - 桃園市立快楽国民小学 - 桃園市立東門国民小学 | - 桃園市立南門国民小学 - 桃園市立建徳国民小学 - 桃園市立新埔国民小学 - 桃園市立龍山国民小学 - 桃園市立大業国民小学 - 桃園市立中埔国民小学 - 桃園市立北門国民小学 - 桃園市立同安国民小学 - 桃園市立西門国民小学 | - 桃園市立会稽国民小学 - 桃園市立青渓国民小学 - 桃園市立建国国民小学 - 桃園市立荘敬国民小学 - 桃園市立慈文国民小学 |

## 交通

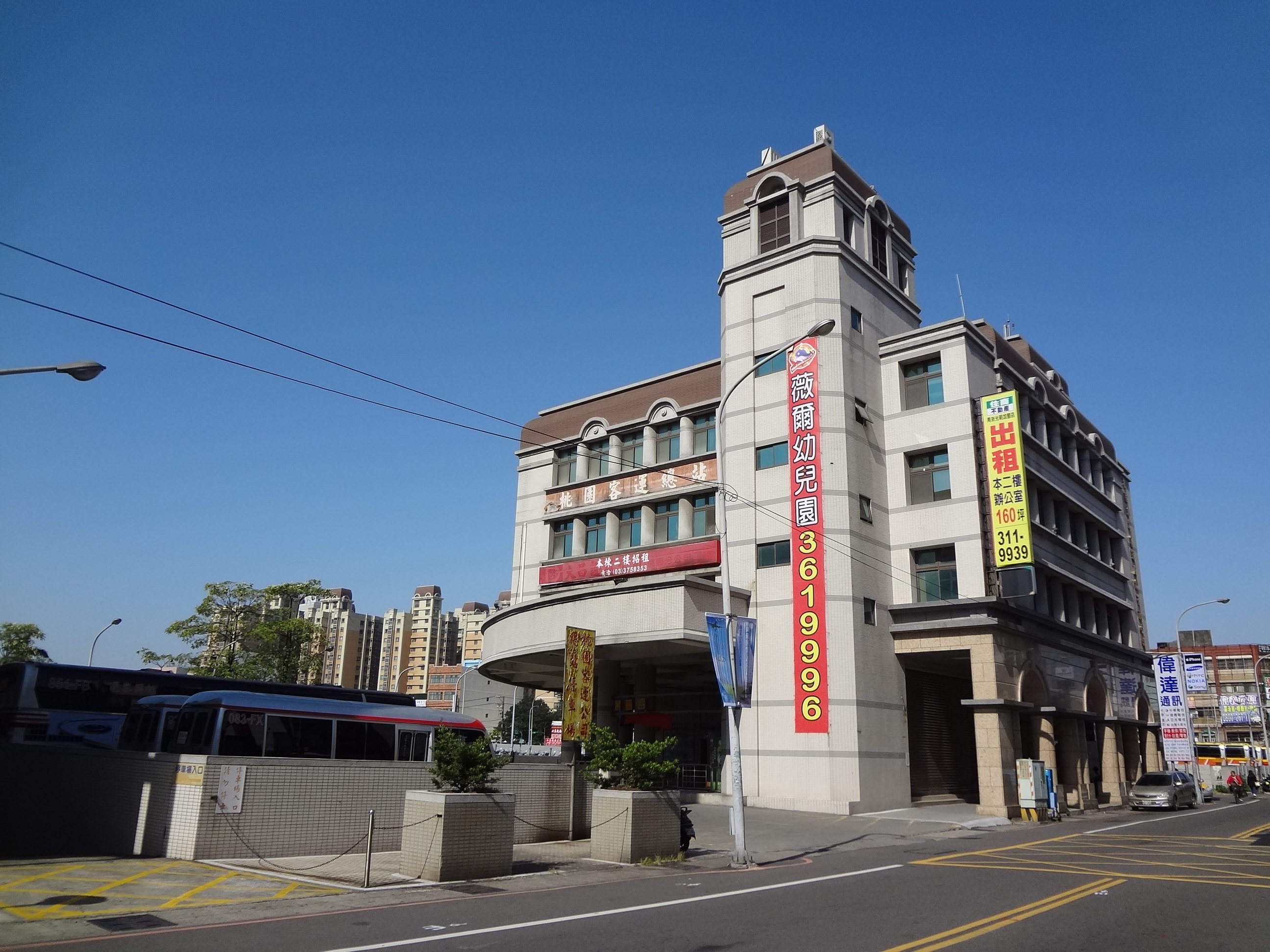
桃園客運本社ビルと桃園客運桃園バスターミナル

| 種別 | 路線名称             | その他                   |
| ---- | -------------------- | ------------------------ |
| 鉄道 | 縦貫線               | 桃園駅                   |
| 国道 | 国道1号 中山高速道路 | 桃園IC                   |
| 国道 | 国道2号              | 南桃園IC                 |
| 省道 | 台1線                | 亀山区 - 桃園区 - 八徳区 |
| 省道 | 台1甲線              | 亀山区 - 桃園区          |
| 省道 | 台4線                | 蘆竹区 - 桃園区 - 八徳区 |
| 県道 | 110号                |                          |

## 観光

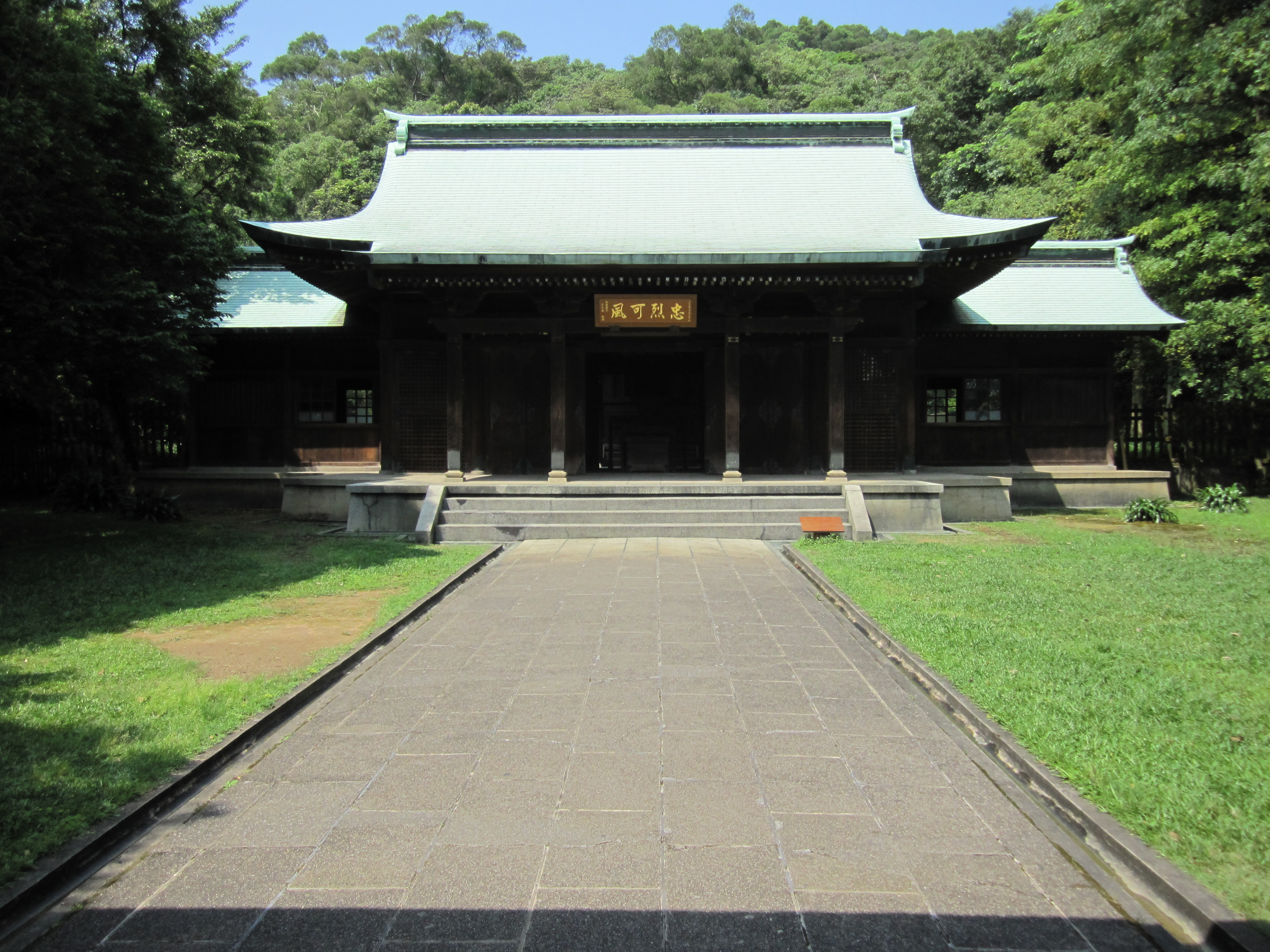
桃園忠烈祠（旧桃園神社）

### 観光スポット
- 桃園景福宮（中国語版）
- 桃園神社
- 桃園慈護宮（中国語版）
- 大樹林橋（中国語版）
- 虎頭山（中国語版）